# Saison 9 de Mariés, deux enfants
Chronologie
8 10
La neuvième saison des Mariés, deux enfants a été diffusée pour la première fois aux États-Unis par la Fox entre le 4 septembre 1994 et le 21 mai 1995. La saison comporte le 200e épisode de la série accompagné d'une vidéo présentée par George Plimpton pour l'occasion. Un second épisode spécial est diffusé le 30 avril 1995 avec le 23e épisode de la saison 9 réunissant les acteurs Ed O'Neill, Katey Sagal, David Faustino, Christina Applegate, Amanda Bearse et Ted McGinley.
La saison 9 marque l'arrivée d'un nouveau personnage: Griff (Harold Sylvester), qui assiste Al au magasin de chaussures pour femmes « Gary's Shoes and Accessories for Today's Woman ». Steve Rhoades (David Garrison), personnage récurrent lors des quatre premières saisons, fait aussi ses deux dernières apparitions au cours de cette saison. La journaliste Miranda Veracruz De La Hoya Cardenal (Teresa Parente), fait plusieurs apparitions lors de cette saison ainsi que dans la dixième saison et une dernière apparition dans la onzième saison. Le frère de l'acteur David Faustino, Michael Faustino, fait une apparition en tant qu'invité marquant sa cinquième et dernière manifestation dans la série.
Lors de l'épisode Le Chausseur Déchaussé, les chansons We Are the Champions et We Will Rock You du groupe Queen sont reproduites et remplacées par des interprétations semblables selon certaines versions internationales de la série.

## Distribution

### Personnages principaux
- Ed O'Neill (VF : Michel Dodane) : Al Bundy
- Katey Sagal (VF : Martine Meiraghe) : Peggy Bundy
- David Faustino (VF : Sophie Arthuys) : Bud Bundy
- Christina Applegate (VF : Véronique Soufflet) : Kelly Bundy
- Amanda Bearse (VF : Malvina Germain) : Marcy D'Arcy
- Ted McGinley (VF : Edgar Givry) : Jefferson D'Arcy

### Personnages récurrents
- Harold Sylvester : Griff (épisodes 4, 5, 6, 11, 17, 21, 22, 23, 24 & 27)
- E.E. Bell : Bob Rooney (épisodes 5, 6, 10, 11, 12, 13, 14, 22, 23, 24 & 27)
- Juliet Tablak : Amber (épisodes 4, 8, 15 & 23)
- Teresa Parente (VF : Caroline Beaune) : Miranda Vera Cruz de la Hoya Cardenal (épisodes 5, 6, 13 & 20)
- David Garrison (VF : Georges Caudron) : Steve Rhoades (épisodes 17 & 26)

### Invité(e)s
- Tawny Kitaen : Dominique (épisode 1)
- Terry Murphy : elle-même (épisode 1)
- Terri J. Vaughn : Connie (épisode 5)
- George Wyner : Ronald N. Michaels (épisode 9)
- Dean Norris : Rodent (épisode 10)
- Bubba Smith, Lawrence Taylor, Ken Stabler : joueurs des "Grandes Sauteuses" (épisode 10)
- Mike Piazza, Bret Saberhagen, Danny Tartabull, Frank Thomas, Dave Winfield, Joe Morgan : joueurs de baseball (épisode 11)
- Leland Orser : Mark (épisode 12)
- Andrew Prine : "Papa le dingue / Psycho Dad" (épisode 12)
- Shabaka Barry Henley : Charlie (épisode 14)
- Letha Weapons : Rocki Mountains (épisode 14)
- Gilbert Gottfried : lui-même (épisode 19)
- Elaine Hendrix : Sandy (épisode 22)
- Keri Russell : April (épisode 24)

## Liste des épisodes

### Disque 1
| № | # | Titres                                                        | Réalisateur     | Scénariste                    | Première diffusion | Production |
| 184 | 1 | Le Gourou Chausseur Fou Shoeway to Heaven                     | Gerry Cohen     | Nancy Steen & Carl Studebaker | 4 septembre 1994   | 9.01       |
| Après avoir trouvé une boîte de vieilles chaussures, Al et Jefferson transforment le magasin de chaussures sur le thème rétro des années 1970, qui rencontre un grand succès. Pendant ce temps, Kelly se fait piquer plusieurs fois par des insectes alors qu'elle filme une pub commerciale pour un produit nommé « Verminator », les effets secondes agissent comme un sérum de vérité et la forcent à dire ce qu'elle pense vraiment de sa famille et sur elle-même… |   |                                                               |                 |                               |                    |            |
| 185 | 2 | L'examen de Conduite Driving Mr. Boondy                       | Gerry Cohen     | Donald Beck                   | 11 septembre 1994  | 9.02       |
| Bud a besoin d'argent afin de voyager avec sa fraternité, seulement Al refuse. Bud trouve alors un travail en tant qu'examinateur pour le permis de conduire. À cause de sa négligence, Al doit renouveler son permis de conduire et il est confronté à son fils lors de l'examen. Kelly, de son côté, trouve un emploi à la banque de Marcy après avoir perdue son travail en tant que « Verminator ».                                                                 |   |                                                               |                 |                               |                    |            |
| 186 | 3 | Miss Trou De Phoque Kelly Breaks Out                          | Gerry Cohen     | Larry Jacobson                | 18 septembre 1994  | 9.03       |
| Pendant ce temps, Al et Jefferson commandent une cassette de la série Chapeau melon et bottes de cuir avec Emma Peel au télé-achat. |   |                                                               |                 |                               |                    |            |
| 187 | 4 | Les Rêveries D'un Bundy Solitaire Naughty But Niece           | Gerry Cohen     | David Castro                  | 25 septembre 1994  | 9.04       |
| Bud a besoin de calme pour étudier afin d'obtenir une bourse d'études, il se rend alors au magasin de chaussures où travaille Al. Marcy et Jefferson annoncent l'arrivée de la nièce de Mary, Ambre. Bud donne de l'argent à tout le monde afin qu'il soit seul pour étudier, mais l'arrivée de Ambre chez les Bundy va le faire renoncer à étudier. |   |                                                               |                 |                               |                    |            |
| 188 | 5 | Le Droit à L'allaitement - 1re Partie Business Sucks - Part 1 | Gerry Cohen     | Richard Gurman                | 2 octobre 1994     | 9.05       |
| Marcy proteste dans le magasin où Al travaille après qu'il a interdit à une femme d'allaiter son bébé. Pendant ce temps, les accidents de train retardent Peggy pour son retour à la maison. |   |                                                               |                 |                               |                    |            |
| 189 | 6 | Le Droit à L'allaitement - 2e Partie Business Sucks - Part 2  | Gerry Cohen     | Stacie Lipp                   | 9 octobre 1994     | 9.06       |
| Al élabore un plan pour se débarrasser des femmes et décide de transformer le magasin de chaussures en magasin de chaussures pour hommes. La propriétaire Gary, visite le magasin et suggère d'accueillir les femmes qui allaitent leurs bébés et d'en faire une garderie en plus de redevenir une boutique de chaussures pour femmes. |   |                                                               |                 |                               |                    |            |
| 190 | 7 | L'agence Chaste et Pure Dial « B » for Virgin                 | Amanda Bearse   | Wayne Kline                   | 16 octobre 1994    | 9.07       |
| Bud est affecté à un service via hotline afin de convaincre des jeunes personnes de perdre leurs virginités avant qu'ils ne soient prêts. Pendant ce temps, Al et Peggy ont des problèmes pour décider quel film ils vont louer au vidéo-club, et Al se heurte à Marcy dans la section pour adultes, où elle prétend qu'elle a l'intention d'effacer tous les films qu'elle va louer.                                                                                   |   |                                                               |                 |                               |                    |            |
| 191 | 8 | Une Poupée Qui Veut de L'or Sleepless in Chicago              | Katherine Green | Katherine Green               | 23 octobre 1994    | 9.08       |
| Al s'est procuré le premier numéro du magazine « Big Uns ». De son côté, Jefferson a acheté une poupée pour Marcy et il apprend qu'elle vaut 50 000 $, il demande alors à Al de dormir à côté de Marcy le temps qu'il aille vendre la poupée. En échange, Al finit par garder une copie de la première édition du magazine « Big Uns ». |   |                                                               |                 |                               |                    |            |

### Disque 2
| № | #  | Titres                                                                   | Réalisateur   | Scénariste         | Première diffusion | Production |
| 192 | 9  | Pas de Pot Pour les Poules No Pot to Pease In                            | Gerry Cohen   | John Glenn Houston | 6 novembre 1994    | 9.09       |
| Kelly n'est pas retenue pour un rôle pour un sitcom, mais sa description de sa famille inspire le producteur à changer la série pour en créer une nouvelle autour de la famille Bundy et de ses voisins. |    |                                                                          |               |                    |                    |            |
| 193 | 10 | Les Grandes Sauteuses Dud Bowl                                           | Gerry Cohen   | Kim Weiskopf       | 13 novembre 1994   | 9.10       |
| Après l'enterrement d'un ancien coéquipier de l'équipe de football de Polk High, un ancien rival, nommé Jack Franklin, défie Al et son équipe de l'époque dans un match afin de départager qui est la meilleure équipe. Seulement le match n'est pas équitable, des joueurs professionnels tels que Bubba Smith, Lawrence Taylor ou encore Ken Stabler jouent dans l'équipe des "Grandes Sauteuses" pour vaincre plus facilement les Polk High. |    |                                                                          |               |                    |                    |            |
| 194 | 11 | Les Mamelles de Chicago A Man for No Seasons                             | Gerry Cohen   | Kim Weiskopf       | 27 novembre 1994   | 9.11       |
| |    |                                                                          |               |                    |                    |            |
| 195 | 12 | Papa Le Dingue - 1re Partie I Want My Psycho Dad - Part 1                | Gerry Cohen   | Barry Gold         | 11 décembre 1994   | 9.12       |
| Al et ses amis du NO MA'AM protestent contre la chaîne locale qui a annulé leur série préférée, « Psycho Dad ». À Chicago, là où personne semble s'en soucier, les membres du NO MA'AM projettent alors de se rendre à Washington D.C pour se faire entendre. |    |                                                                          |               |                    |                    |            |
| 196 | 13 | Papa Le Dingue - 2e Partie I Want My Psycho Dad - Part 2                 | Gerry Cohen   | David Castro       | 18 décembre 1994   | 9.13       |
| Al et le NO MA'AM mentent à leurs femmes pour pouvoir se rendre à Washington D.C, mais Peggy et Marcy partent pour les trouver. Grâce à Jefferson, ancien agent de la CIA, les membres du NO MA'AM parviennent à entrer au sénat des États-Unis mais n'arrivent pas à convaincre de garder la série « Psycho Dad » à l'antenne. |    |                                                                          |               |                    |                    |            |
| 197 | 14 | Le Bar Aux Milles Secousses The Naked and the Dead, But Mostly the Naked | Sam W. Orende | Michael G. Moye    | 8 janvier 1995     | 9.14       |
| Peggy et ses amis se joignent à des hommes lors d'une visite dans une boite de striptease, elles veulent savoir pourquoi les hommes passent tellement de temps là-bas. Peur de leurs réactions, Al et ses amis les emmènent le jeudi car c'est la journée où les danseuses sont celles qui ont de petits seins, seulement un évènement imprévu arrive, la danseuse « Rocky Mountains » (Letha Weapons) qui a une énorme poitrine fait son numéro. Pendant ce temps, Kelly tourne une publicité pour un produit sur la perte de poids. Seulement les produits que Kelly doit boire sont indigestes et rend le tournage plus long que prévu… |    |                                                                          |               |                    |                    |            |
| 198 | 15 | Un Ange Gardien Pour Kelly Kelly Takes a Shot                            | Amanda Bearse | Al Aidekman        | 15 janvier 1995    | 9.15       |
| Afin d'impressionner Ambre, Bud aide Kelly à auditionner pour un rôle dans une publicité. Pendant ce temps, Al obtient un costume d'un hibou pour effrayer les oiseaux qui l'empêchent de dormir. |    |                                                                          |               |                    |                    |            |
| 199 | 16 | La Dodge a Disparu Get the Dodge Outta Hell                              | Gerry Cohen   | Larry Jacobson     | 5 février 1995     | 9.16       |
| Sur leur chemin de Wanker County, les Bundy s'arrêtent à une station de lavage et la Dodge d'Al y disparait mystérieusement. Pendant ce temps, l'ex-mari de Marcy Steve Rhoades réapparaît mystérieusement dans le lave-auto pour lui montrer sa nouvelle vie prétendant qu'il est devenu riche, mais qui en réalité, est un chauffeur de maître. La Dodge est finalement retrouvée et se révèle être de couleur rouge après avoir été nettoyée, qui auparavant était de couleur marron à cause de toutes ses couches de poussières. |    |                                                                          |               |                    |                    |            |

### Disque 3
| № | #  | Titres                                                   | Réalisateur    | Scénariste                     | Première diffusion | Production |
| 200 | 17 | Y'a Comme Un Os 25 Years and What Do You Get?            | Sam W. Orender | Donald Beck                    | 12 février 1995    | 9.17       |
| Buck enterre le cadeau dans le jardin que Al a acheté à Peg pour son 25e anniversaire de mariage. Al, Bud et Kelly passent des heures à creuser dans l'espoir de retrouver le cadeau. Marcy emmène Peggy dans un salon de beauté, l'argent destiné pour le cadeau de Al est utilisé par Peggy dans ce salon. Ne parvenant pas à trouver un cadeau, Al et Peggy prétendent qu'ils ont oublié leur anniversaire. |    |                                                          |                |                                |                    |            |
| 201 | 18 | La Croisière Ça Use - 1re Partie Ship Happens (Part 1)   | Gerry Cohen    | Michele J. Wolff               | 19 février 1995    | 9.18       |
| Après que Peggy a gagné un concours dans un magazine, les Bundy et les D'Arcy partent en croisière où les femmes de forte corpulence sont accueillies le jour et les femmes sexy la nuit. Peggy s'est fait faire une mauvaise coiffure et empêche Al d'aller faire la fête avec les femmes en bikini. Pendant ce temps, Wolfman Jack reste à la maison des Bundy, tenant compagnie à Bud et Kelly.             |    |                                                          |                |                                |                    |            |
| 202 | 19 | La Croisière Ça Use - 2e Partie Ship Happens (Part 2)    | Gerry Cohen    | Katherine Green                | 26 février 1995    | 9.19       |
| Les Bundy, les D'Arcy, Gilbert Gottfried ancien comédien du Saturday Night Live et une forte femme sont perdus en mer après que le navire a coulé. Alors que Gilbert amuse la foule, Al part chercher de l'aide à la nage. Le reste est sauvé peu de temps après et Al refait son apparition deux jours plus tard.                                                                                             |    |                                                          |                |                                |                    |            |
| 203 | 20 | L'élève du Maître Something Larry This Way Comes         | Amanda Bearse  | Alison Taylor                  | 12 mars 1995       | 9.20       |
| |    |                                                          |                |                                |                    |            |
| 204 | 21 | La Bière Officielle Du No MA'AM And Bingo Was Her Game-O | Gerry Cohen    | Laurie Lee-Goss & Garry Bowren | 26 mars 1995       | 9.21       |
| Peggy emmène Marcy avec elle à une compétition de bingo dans les quartiers mal fréquentés de la ville. Pendant ce temps, Al et le NO MA'AM testent des nouvelles bières pour désigner la nouvelle bière officielle. Peggy gagne 10 000 $ mais finit par dépenser la somme pour rentrer chez elle car Al, complètement ivre, a oublié d'aller la chercher.                                                      |    |                                                          |                |                                |                    |            |
| 205 | 22 | Le Septième Ciel Spirituel User Friendly                 | Sam W. Orender | Russell Marcus                 | 9 avril 1995       | 9.22       |
| Bud fait l'expérience du cybersexe avec Ambre dans un laboratoire informatique. Pendant ce temps, Al découvre un interrupteur mystérieux qui semble n'avoir aucune utilisation dans la maison. Avec Jefferson et Bob Rooney, il teste tous les câbles électriques de la maison. |    |                                                          |                |                                |                    |            |
| 206 | 23 | Pompes Fictions Pump Fiction                             | Gerry Cohen    | Kim Weiskopf & David Castro    | 30 avril 1995      | 9.23       |
| Al et Kelly réalisent un court métrage sur les chaussures intitulé SHEOS, et finissent par obtenir une subvention de 10 000 $ du National Endowment for the Arts pour en produire un autre… |    |                                                          |                |                                |                    |            |
| 207 | 24 | L'heure Chaude Radio Free Trumaine                       | Gerry Cohen    | Richard Gurman & Stacie Lipp   | 7 mai 1995         | 9.24       |
| |    |                                                          |                |                                |                    |            |

### Disque 4
| № | #  | Titres                                  | Réalisateur   | Scénariste     | Première diffusion | Production |
| 208 | 25 | Le Chausseur Déchaussé Shoeless Al      | Amanda Bearse | Ron Leavitt    | 14 mai 1995        | 9.25       |
| L'équipe du NO'MAAM gagne au bowling avec l'aide de Bud. La nuit suivante, Al est braqué dans son magasin et ligoté dans l'arrière-salle. Il attaque alors le centre commercial disant qu'il a été traumatisé et qu'il ne peut plus porter de chaussures. Pour apporter la crédibilité au procès, il ne peut pas porter des chaussures pendant une semaine. Mais la finale de bowling arrive durant cette semaine, Al doit choisir entre le procès et la finale du bowling. |    |                                         |               |                |                    |            |
| 209 | 26 | Un Fervent Admirateur The Undergraduate | Amanda Bearse | Fran E. Kaufer | 21 mai 1995        | 9.26       |
| Kelly reçoit plusieurs cadeaux d'un admirateur secret qui lui envoie de la nourriture, du parfum et des fleurs. Tout le monde est excité sauf Bud, qui avertit Kelly. Robby Bennett se révèle être la personne en question, un garçon de 12 ans, qui veut emmener Kelly au bal de l'année. Le père de Robby possède une compagnie de jean pour laquelle Kelly travaille. Robby lui fait du chantage pour qu'elle l'accompagne au bal.                                       |    |                                         |               |                |                    |            |
| — | —  | Special: "Best of Bundy"                | —             | —              | 5 février 1995     | —          |
| Épisode spécial pour le 200e épisode de Mariés, deux enfants présenté par George Plimpton. Il comporte des extraits des épisodes des saisons précédentes avec une présentation rapide de chaque personnage. |    |                                         |               |                |                    |            |
| — | —  | Special: "My Favorite Married"          | —             | —              | 30 avril 1995      | —          |
| Épisode spécial où les acteurs Ed O'Neill, Katey Sagal, David Faustino, Christina Applegate, Amanda Bearse et Ted McGinley parlent de leurs épisodes et moments préférés. |    |                                         |               |                |                    |            |